# Una notte blu cobalto
Una notte blu cobalto è un film del 2009 diretto da Daniele Gangemi.

## Trama
Dino è uno studente che, dopo l'ennesimo fallimento universitario, accetta un posto come fattorino in una pizzeria. Le notti trascorrono movimentate dalle atmosfere surreali che si creano in giro per la città durante le consegne ma anche all'interno della pizzeria. La narrazione culmina con l'attesissimo evento del fine settimana: il concerto di Francois e le coccinelle alla Villa Pacini di Catania.

## Riconoscimenti
- Miglior opera prima al Worldwest International Independent Film Festival 2009 di Houston[1]